# Бетси Блэр
Бетси Блэр (англ. Betsy Blair, урождённая Элизабет Уиннифред Богер (англ. Elizabeth Winifred Boger), 11 декабря 1923 — 13 марта 2009) — американская актриса, обладательница премии «BAFTA», а также номинантка на «Оскар» за роль в фильме «Марти» в 1955.

## Биография
Элизабет Уиннифред Богер, ставшая известной как Бетси Блэр, родилась в городе Клиффсайд-Парк, штат Нью-Джерси, 11 декабря 1923 года. Её отец, Уильям Кидд Богер, работал в небольшой страховой фирме, а мать, Фредерика Аммон, была учительницей. Родители отдали её в танцевальную школу, где Бетси вскоре добилась успеха. В 1933 году она танцевала перед Элеонорой Рузвельт, а вскоре стала победительницей на одном из любительских танцевальных конкурсов. Спустя некоторое время она стала выступать на местном радио, а в 12 лет стала сниматься для одного из модельных агентств. Образование Блэр получила в колледже Сары Лоуренс, который окончила в 15 лет, раньше, чем её сверстники на год.
В самом начале 1940-х годов Бетси переехала в Нью-Йорк, где стала петь в музыкальном хоре. Выступая в хоре, Билли Роуза Бетси познакомилась с Джином Келли, где тот был хореографом. Их отношения стали стремительно развиваться, и в сентябре следующего года они поженились. Их брак продлился 16 лет, а в 1942 году Блэр родила от Келли дочь Керри.

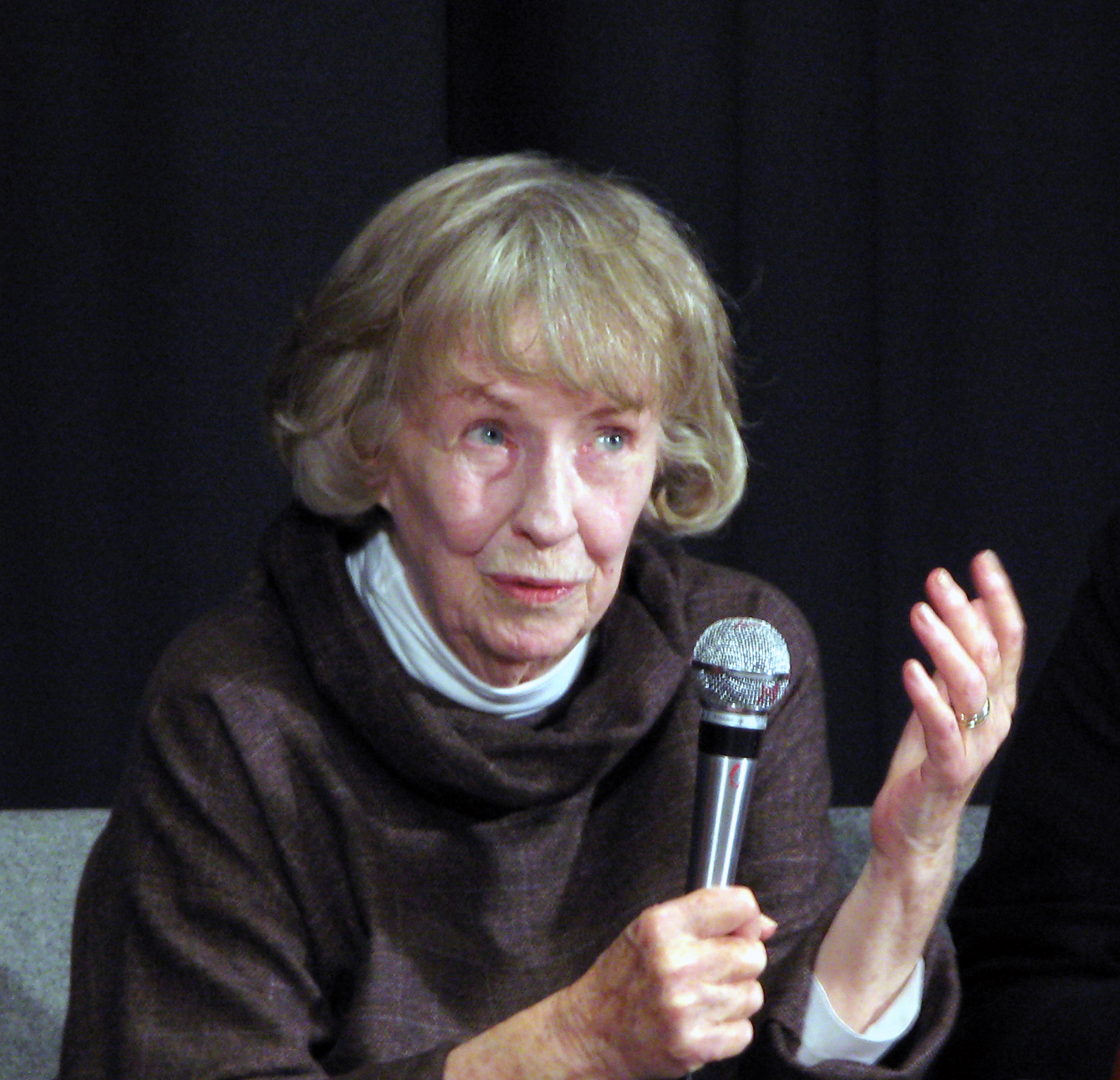
На Кинофестивале в Амьене (2007)

В 1941 году Бетси дебютировала на Бродвее в пьесе «Красивые люди». Её кинокарьера началась в 1947 году, но из-за того, что Блэр симпатизировала Коммунистической партии США (она посещала марксистский кружок её коллеги, актёра Ллойда Гофа, и даже подавала заявление на вступление в партию, но ей отказали), в годы маккартизма её вызывали в Комиссию по расследованию антиамериканской деятельности и внесли в «чёрные списки». В итоге, ей предлагали только небольшие роли во второсортных фильмах.
Одним из немногих успешных фильмов в карьере Бетси стал «Марти» в 1955 году. Но и туда её никто не хотел брать, и тогда в конфликт вмешался её муж, Джин Келли, который пригрозил покинуть съёмки мюзикла «Всегда хорошая погода». Роль Клары Шнайдер стала самой яркой в карьере Блэр, за которую она была номинирована на «Оскар», за Лучшую женскую роль второго плана, а также стала обладательницей премии «BAFTA» (Лучшая актриса). Но это был единичный случай такого успеха, и позже новые заметные роли ей так и не предлагали. Бетси была вынуждена связать свою дальнейшую актёрскую карьеру с театральной сценой.
После развода с Джином Келли Бетси уехала в Европу, где снялась в нескольких фильмах, в том числе в картине Микеланджело Антониони «Крик» (1957). В 1963 году она вышла замуж за британского продюсера и режиссёра Карела Рейша, с которым оставалась вместе до его смерти в 2002 году. Последними ролями Бетси стали Глэдис Симмонс в фильме Коста-Гавраса «Измена», а также небольшая роль сестры милосердия в мини-сериале «Скарлетт» (1994). В 2003 году Блэр опубликовала автобиографию «Памяти всех их».
Бетси Блэр умерла от рака 13 марта 2009 года в Лондоне в возрасте 85 лет.

## Избранная фильмография
- Вина Джэнет Эймс (1947) — Кэти
- Двойная жизнь (1947) — Девушка в магазине париков
- Змеиная яма (1948) — Хестер
- Добрая леди (1951) — Ада Элкотт
- Марти (1955) — Клара Шнайдер
- Главная улица (1956) — Изабель
- Крик (1957) — Элвия
- Неустойчивое равновесие (1973) — Эдна
- Сошествие в ад (1986) — Миссис Бёрнс
- Измена (1988) — Глэдис Симмонс
- Скарлетт (1994) — Сестра милосердия (ТВ)

## Награды
- BAFTA 1955 — «Лучшая актриса» («Марти»)